# Castro (São Francisco)
The Castro ou Castro é um sub-bairro dentro do bairro Eureka Valley em São Francisco, Califórnia. É considerado o bairro gay mais famoso do mundo, tendo sido anteriormente, até as décadas de 1960 e 1970, um bairro de trabalhadores braçais. Remanesce como um símbolo e fonte de ativismo e eventos de lésbicas, gays, bissexuais e transgêneros (LGBT).
O bairro gay de São Francisco baseia-se na atividade comercial e de negócios. 
Localizados no Castro e abertos ao grande público estão a renomada sociedade histórica GLBT Historical Society, juntamente ao museu mantido pela mesma.